# Домострой

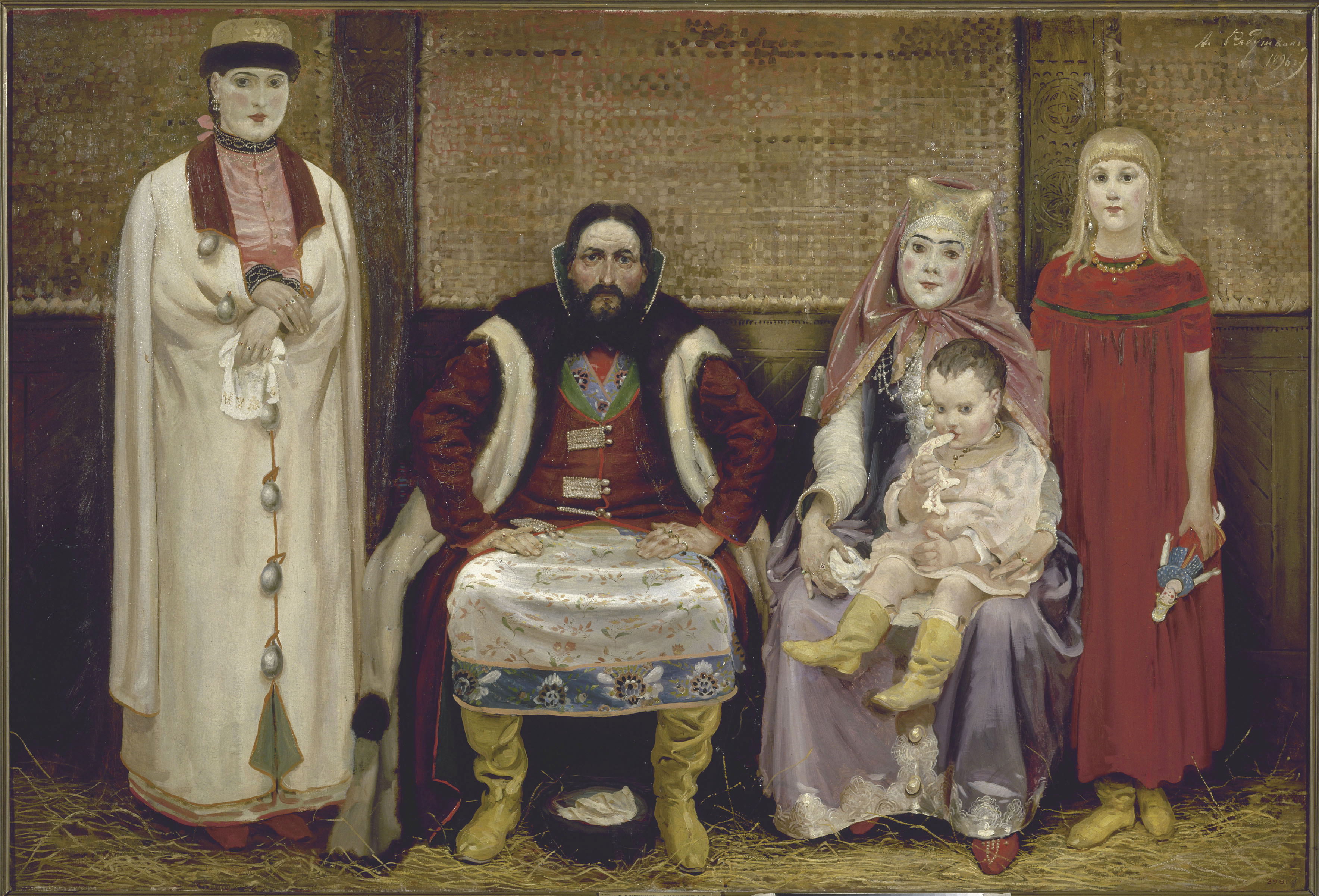
А. П. Рябушкін «Родина купця в XVII столітті», 1896 р.

«Домостро́й» — пам'ятка російської літератури, літературний твір в жанрі «повчань», збірка правил і порад. Найбільш відомий в редакції середини XVI століття, ймовірно складеної протопопом Благовіщенського собору у Москві — Сильвестром, духівником Івана Грозного. До складу «Домострою» входять поради з релігійних, суспільних, родинних, господарських й інших питань.

## Зміст
Складався з 64 глав, які являли собою зведення життєвих правил, об'єднаних в єдину книгу. Домострой ділився на 3 частини: Про будову духовну (Як вірувати), Про будову мирську (Як шанувати царя) і Про будову домівну (Як жити з дружинами і з дітьми і з домочадцями). У тексті збереглося також багато порад про щоденне життя московського суспільства, характерних для середовища великих міст, якою була у 16 столітті Москва. У Домострої чітко підкреслена ієрархія у відносинах між людьми, дотримання певних циклів в організації життєвих процесів, зокрема, регламентація особистих стосунків людини з близькими людьми та членами родини.
Найбільшу увагу привертали місця тексту, де описувалися рекомендації жорстоких покарань членів родини: чоловік мусив «буті грозою для дружини», також рекомендувалося суворо карати дітей і дружину за різні провини, в тому числі «ламати непокірним ребра», «батогом стьобати з вини дивлячись». Також присутні повчання перекладені та запозичені з інших, ранішніх слов'янських джерел. Жорстокість опису покарань дружини стала відомою, як зразок моралі Московії 16 століття, часто критикувалася та цитувалася противниками царату, революціонерами та просвітителями Росії. Наприклад, російський філософ Микола Бердяєв називав Домострой «найбільшим збоченням християнства». Попри це, жінкам було відведене почесне місце, московитки мусили бути справжніми «домодержицями», керувати заготівкою продуктів, приготуванням їжі, організовувати роботу всіх членів сім'ї і прислуги. Всі члени домогосподарства, крім чоловіка-господаря, повинні були допомагати «государині дому», цілком підкоряючись їй.
Домострой є текстом декількох редакцій. Перша редакція ймовірно була складена в Новгороді в кінці 15 століття. Друга редакція була опрацьована вихідцем з Новгороду, протопопом Сильвестром, що додав особисте звернення до сина Анфіми, яке також існувало в самостійних списках. Третя редакція була комбінацією двох інших редакцій. Разом із «Стоглавом», «Домострой» є цікавим зразком російської літератури 16 століття, має оригінальну виразність і образність мови, цікаві фольклорні елементи (прислів'я, приказки).

## Видання Домострою
Оскільки різні друковані видання «Домострою» публікувалися за різними рукописами (іноді одне видання могло базуватися на десяти і більше рукописах, як у випадку видання Яковлєва, 1887), а прочитання давніх рукописів залежало від здібностей редакторів, між різними виданнями подекуди існують значні текстуальні відмінності.

### Список видань
- Домострой. По рукописям Императорской Публичной Библиотеки / Под. ред. Яковлева. — СПб, 1867.
  - Домострой / Издал Яковлев, 2-е испр. изд. — Одесса, 1887.
- Домострой по списку Общества Истории и Древностей Российских. Предисл. И.Е. Забелина // Чтения ОИДР, 1881. Кн. 2. С. 1–166, сп. XVI в.
- Орлов А. С. Домострой по Коншинскому списку и подобным. Кн. 1. М., 1908. Кн. 2. М., 1910
- Домострой / под ред. В. Сенина ; ил. Е. Чубич. — Санкт-Петербург : Лениздат, 1992. — 141 с. : ил. — 12+. — ISBN 5-289-01596-5 : 9.00 р.
- Домострой / Изд. подгот.  В. В. Колесов, В. В. Рождественская; Отв. ред. Л.А. Дмитриев. — СПб : Наука, 1994. — С. 88—133.

## Виноски
1. ↑  Микола Бердяєв. Російська ідея. Глава перша. Архів оригіналу за 19 червня 2017. Процитовано 28 червня 2008.
2. ↑  Передмова до видання «Домострою» Яковлєва, 1887.